# 艾布·努瓦斯
艾布·努瓦斯（阿拉伯语：ابونواس；拉丁化：Abū-Nuwās，756年—814年a ）是阿拉伯詩人，以他的詩歌才華和幽默的風格而聞名。作品涵盖了各种主题，包括爱情、宴会、酒精饮料以及反對宗教道德。被認為是伊斯蘭黃金時代的代表诗人。

## 生平
生于波斯阿瓦士，在巴士拉长大，有波斯和阿拉伯血統。幼时曾随香料商学艺，但志在诗文。后在巴士拉和库法求学，先后师从诗人瓦利卜·伊本·侯巴卜和海莱夫·艾哈迈尔。他研读过《古兰经》、圣训，通晓阿拉伯文法、修辞、诗律。初到巴格达阿拔斯王朝王宫时，与某些大臣多有牵连，在政局发生突变时潜往埃及避难。30岁时辗转返回巴格达，撰写颂诗多篇，博得哈伦·拉希德和艾敏两位哈里发的赏识，成为宫廷诗人。长于作饮酒歌，有“酒诗人”之称。思想豁朗，性格豪放，主张充分享受现实人生的欢乐，反对宗教禁欲和苦行。艾布·努瓦斯也寫了一些給年輕男子的情詩。
诗作题材广泛，除歌颂阿拔斯朝廷和劝善的诗篇外，尤以赞美青春、美酒、爱情的抒情诗和描写宫殿、花园的写景诗以及调侃权贵、嘲弄群小的讽刺诗最为著名。语法严谨，辞藻优美，热情奔放，富于想象，诙谐生动，突破了传统诗歌的题材和形式，为阿拉伯诗歌的发展开辟了新天地，对当时和后世的诗人影响很大。阿拉伯文学评论界认为他是阿拉伯文学黄金时代最伟大的新派诗人。遗留的诗篇经10世纪文学家伊斯巴哈尼搜集整理，传世的有12000多句。《一千零一夜》中记载了许多他和哈里发哈伦·拉希德幽默有趣的故事。

## 早年及作品
艾布·努瓦斯的父亲哈尼（Hani）是阿拉伯人，是吉赞省Banu Hakam部落的后裔，是迈尔万二世军队中的一名士兵。努瓦斯从来没有见过自己的父亲。他的波斯裔母亲哥爾巴（Golban）是一名裁缝。对于艾布·努瓦斯的出生年份，说法不一，跨度从747年至762年。有人说他生于巴士拉，但也有称其生于大马士革。他的名字为“al-Hasan ibn Hani al-Hakami”，艾布·努瓦斯只是他的昵称，意为“有长发穗的父亲”，指其两侧垂至肩膀的头发。
艾布·努瓦斯还处在少年时期时，他的母亲把他卖给了巴士拉的一个杂货商Sa’ad al-Yashira。巴士拉搬到巴格达居住，同行的可能还有Walibah ibn al-Hubab。

## 放逐和入狱
由于撰写了一篇悼念被哈里发哈伦·拉希德清剿的知名波斯政治家族巴爾馬克家族的诗歌，艾布·努瓦斯被迫逃到埃及躲避一段时间。809年，在哈伦·拉希德死后，他回到巴格达。随后，哈伦·拉希德22岁的儿子穆罕默德·阿明（艾布·努瓦斯过去的门生）地位的上升对于艾布·努瓦斯来说是十分幸运的。许多学者认为，艾布·努瓦斯的大部分诗歌都撰写与阿明在位期间（809年-813年）。
尽管如此，艾布·努瓦斯酗酒成性、放荡不羁的作为最终还是让阿明忍无可忍，他因此锒铛入狱。阿明后来被自己的弟弟马蒙篡位，而马蒙对于艾布·努瓦斯没有任何耐心。
据称，马蒙的秘书Zonbor趁着艾布·努瓦斯醉酒时，欺骗他撰写了一篇嘲讽阿里·本·阿比·塔利卜（第4任正统哈里发，先知穆罕默德的堂弟及女婿）的作品。之后，Zonbor故意当众大声朗读了这篇诗歌，使得努瓦斯永无翻身之地。根据来源不同，艾布·努瓦斯可能死于狱中，或被Ismail bin Abu Sehl毒死。

## 影响
《巴格达历史》一书作者Al-Khatib al-Baghdadi在书中记载，艾布·努瓦斯埋葬于巴格达的Shunizi墓园。
艾布·努瓦斯被认为是古典阿拉伯文学的一位巨匠，他影响到后世的许多作家，例如波斯詩人欧玛尔·海亚姆及哈菲茲。在众多《一千零一夜》故事中嘲讽了他的享乐主义。
他百无禁忌的言论表达，尤其是在一些被伊斯兰传统所禁止的问题上，激励着人们反对审查的斗争。尽管在20世纪早年以前，他的作品都是可以自由流通的，1932年，第一部现代删减版艾布·努瓦斯作品集出现在开罗。在2001年1月，埃及文化部命令燒毀六千份艾布·努瓦斯同性性欲詩歌的複本
1976年，水星上的一颗陨石坑命名為艾布·努瓦斯撞擊坑。巴格达市内也有许多地方是以这位诗人的名字命名的，如底格里斯河东岸的艾布·努瓦斯大街，坐落于Karada河岸附近的艾布·努瓦斯公园。

## 斯瓦希里文化
在东非的斯瓦希里文化中，艾布·努瓦斯的名字被写作Abunuwasi，十分流行。在该文化中，这个名字出现在许多有关伊斯兰社会的民谣或文学作品中，在其他地方的类似故事中可能会用纳斯尔丁、Guha或者“毛拉”（对老师的尊称）。在这些故事中，艾布·努瓦斯会智斗贪婪的财主，救助穷苦的民众。
坦桑尼亚艺术家Godfrey Mwampembwa创作了名为《Abunuwasi》的斯瓦希里语漫画书，这是改编自三篇有关艾布·努瓦斯的故事的。此書已由Sasa Sema出版社在1996年出版。

## 翻译作品
- O Tribe That Loves Boys. Hakim Bey (Entimos Press / Abu Nuwas Society, 1993). With a scholarly biographical essay on Abu Nuwas, largely taken from Ewald Wagner's biographical entry in The Encyclopedia of Islam.
- Carousing with Gazelles, Homoerotic Songs of Old Baghdad. Seventeen poems by Abu Nuwas translated by Jaafar Abu Tarab.  (iUniverse, Inc., 2005).
- Jim Colville. Poems of Wine and Revelry: The Khamriyyat of Abu Nuwas. (Kegan Paul, 2005).

## 延伸阅读
- Kennedy, Philip F. . Open University Press. 1997. ISBN 0-19-826392-9.
- Kennedy, Philip F. . OneWorld Press. 2005. ISBN 1-85168-360-7.
- Lacy, Norris J. . Moshe Lazar  (编). . George Mason University Press. 1989: 95–118. ISBN 0-913969-25-7.
- Frye, Richard Nelson. . 1975: 123. ISBN 0-06-492288-X.
- . Encyclopædia Britannica.   [2013-03-23]. （原始内容存档于2008-11-19）.

Esat Ayyıldız. "Ebû Nuvâs’ın Şarap (Hamriyyât) Şiirleri". Bozok Üniversitesi İlahiyat Fakültesi Dergisi 18 / 18 (2020): 147-173.

## 外部連結
- 艾布·努瓦斯的作品
- Al-Funu.Org：艾布·努瓦斯
- 波斯裔阿拉伯人 ─ 艾布·努瓦斯 （页面存档备份，存于）